# Ramphotyphlops yampiensis
Ramphotyphlops yampiensis este o specie de șerpi din genul Ramphotyphlops, familia Typhlopidae, descrisă de Storr 1981. Conform Catalogue of Life specia Ramphotyphlops yampiensis nu are subspecii cunoscute.